# Leuga

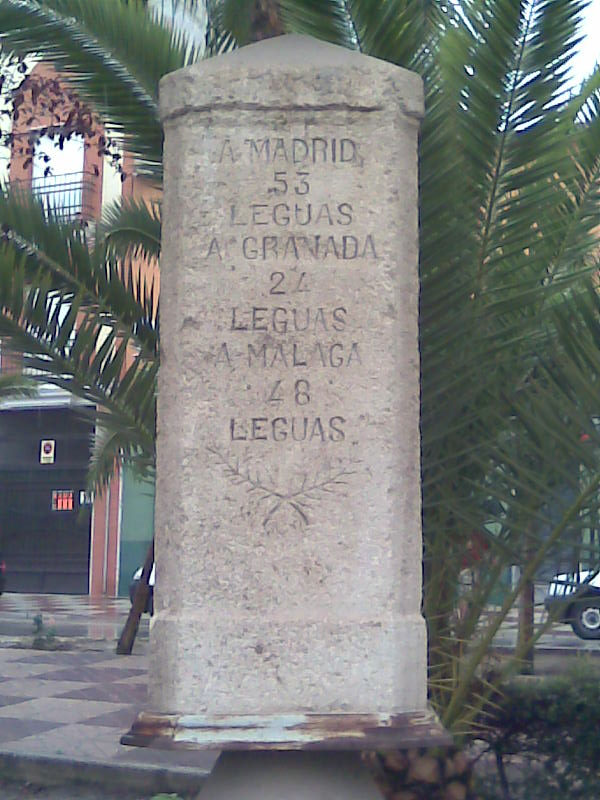
Leugatábla a jaéni Bailénben, Spanyolország

A leuga, leuca vagy gall mérföld (az azonos latin szóból, ahova valamelyik kelta nyelvből került, angolul league, spanyolul legua) ősi tapasztalati hosszmérték, amely az ember által egy óra alatt gyalogosan megtehető út hosszát fejezi ki.
Értéke a történelem során, illetve országonként, régiónként is változott, általában 2–5 km között volt. A leugát már az ókori Római Birodalomban használták, ahol valószínűleg Galliából terjedt el. Az újlatin nyelvű országokban, főleg Spanyolországban és Portugáliában máig megtalálható az irodalomban és különböző feliratokon.